# Palestra Itália Futebol Clube
El Palestra Itália Futebol Clube fou un club de futbol brasiler de la ciutat de Curitiba a l'estat de Paranà.

## Història
El Palestra Itália Futebol Clube va néixer el 7 de gener de 1921. Durant la Segona Guerra Mundial canvià el seu nom per Paranaense, més tard Comercial i finalment Palmeiras. Acabada la contesa militar el 1945, retornà al seu nom original, Palestra Itália. Guanyà el campionat paranaense el 1924, 1926, i 1932. Es fusionà amb Britânia Sport Club i Clube Atlético Ferroviário el 1971, formant el Colorado Esporte Clube.

## Estadi
Palestra Itália jugava els seus partits a l'Estadi Tarumã. Tenia una capacitat per a 6.000 espectadors.

## Palmarès
- Campionat paranaense:
  - 1924, 1926, 1932